# أنطون فون فريش
أنطون فون فريش (بالألمانية: Anton von Frisch)‏ هو طبيب مسالك بولية وأستاذ جامعي نمساوي، ولد في 16 فبراير 1849 في فيينا في النمسا، وتوفي بنفس المكان في 24 مايو 1917.